# 신한결
신한결(2001년 11월 13일 ~ )는 대한민국의 축구 선수로, 포지션은 윙어이다. 현재 천안 시티 FC 소속이다.